# Iskăr (ort)
Iskăr (bulgariska: Искър) är en ort i Bulgarien.   Den ligger i regionen Pleven, i den nordvästra delen av landet, 110 km nordost om huvudstaden Sofia. Antalet invånare är 4 329.